# Tremblay-les-Villages
Tremblay-les-Villages település Franciaországban, Eure-et-Loir megyében. Lakosainak száma 2208 fő (2022. január 1.). Tremblay-les-Villages Berchères-Saint-Germain, Bouglainval, Le Boullay-les-Deux-Églises, Le Boullay-Mivoye, Le Boullay-Thierry, Challet, Clévilliers, Néron, Puiseux, Saint-Sauveur-Marville, Serazereux, Thimert-Gâtelles és Mittainvilliers-Vérigny községekkel határos.

## Népesség
A település népessége az elmúlt években az alábbi módon változott:
| Lakosok száma | 437  | 1290 | 1451 | 2070 | 2275 | 2287 | 2271 | 2243 | 2228 | 2208 |
|               | 1968 | 1982 | 1990 | 2006 | 2013 | 2015 | 2017 | 2019 | 2020 | 2022 |